# Jennifer Darling
Jennifer Darling (* 19. Juni 1946 in Pittsburgh, Pennsylvania) ist eine US-amerikanische Schauspielerin und Synchronsprecherin. Bekannt wurde sie vor allem in ihrer Rolle als Sekretärin in den beiden 1970er-Jahre-Fernsehserien Der Sechs-Millionen-Dollar-Mann und Die Sieben-Millionen-Dollar-Frau.

## Leben
Darling wuchs in Pittsburg in Pennsylvania auf und begann bereits im Alter von drei Jahren mit dem Tanzen. Sie besuchte ein Tanzstudio von Gene Kelly und hatte ihre ersten Auftritte im Alter von sechs Jahren. Mit 14 trat sie als Sängerin in der Ted Mack & the Original Amateur Hour auf. Sie besuchte die Pittsburgh Playhouse School of Acting und anschließend die Carnegie Mellon University, wo sie ihren Abschluss als Theaterschauspielerin machte. Anschließend trat sie mehrere Jahre im Theater von Pittsburgh auf, zog dann nach Washington, D.C., anschließend nach Connecticut, bis sie schließlich Ende der 1960er Jahre auf dem Broadway auftrat.
1964 trat sie als Schauspielerin in der Seifenoper The Secret Storm auf, wo sie die vermutlich erste Prostituierte im US-amerikanischen Fernsehen darstellte. 1973 begann sie ihre Hollywood-Karriere mit einer Rolle in der Serie Temperatures Rising und den beiden Hit-Serien Der Sechs-Millionen-Dollar-Mann und dem Spin-off Die Sieben-Millionen-Dollar-Frau. 1977 wurde sie außerdem regelmäßiger Gast der Serie Eight Is Enough.
In den 1980ern war sie Gaststar verschiedener populärer Fernsehserien wie L.A. Law – Staranwälte, Tricks, Prozesse, Mord ohne Spuren oder Cheers. Für ihre Gastrolle in Inspektor Hooperman bekam sie 1987 eine Emmy-Nominierung. Anfang der 1980er begann sie auch als Synchronsprecherin für diverse Zeichentrickserien zu arbeiten. So sprach sie beispielsweise von 1982 bis 1989 Prinzessin Salvina in der Zeichentrickserie Die Schlümpfe, diverse Rollen der Teenage Mutant Hero Turtles oder der Serie Mäuse an die Macht.

## Filmografie (Auswahl)

### Als Schauspieler
- 1970–1971: The Secret Storm (Fernsehserie)
- 1973–1974: Temperatures Rising (Fernsehserie)
- 1975–1976: Der Sechs-Millionen-Dollar-Mann (The Six Million Dollar Man)
- 1976–1978: Die Sieben-Millionen-Dollar-Frau (Bionic Woman)
- 1977–1980: Eight Is Enough
- 1985: Police Academy 2 – Jetzt geht’s erst richtig los (Police Academy 2: Their First Assignment)
- 1989: Inspektor Hooperman (Hooperman)
- 1997–1999: Dharma & Greg

### Als Sprecher
- 1982–1989: Die Schlümpfe (Smurfs)
- 1983: The Dukes
- 1983: The Biskitts
- 1984: My Little Pony: Rescue at Midnight Castle
- 1987–1999: Die Sechs-Millionen-Dollar-Familie (Bionic Six)
- 1987: Visionaries: Knights of the Magical Light
- 1988–1994: Teenage Mutant Hero Turtles
- 1989: Little Nemo – Abenteuer im Schlummerland (Little Nemo: Adventures in Slumberland)
- 1989: Arielle, die Meerjungfrau (The Little Mermaid)
- 1990: New Kids on the Block
- 1991: Die Schöne und das Biest (Beauty and the Beast)
- 1991: Feivel, der Mauswanderer im Wilden Westen (An American Tail: Fievel Goes West)
- 1991: Wo ist Walter? (Where’s Waldo?)
- 1992: Aladdin
- 1992–1995: Mäuse an der Macht (Capitol Critters)
- 1994–1996: Der Tick (The Tick)
- 1995–1996: Der unbesiegbare Iron Man (Iron Man)
- 1996: Der Glöckner von Notre Dame (The Hunchback of Notre Dame)
- 1997: Hercules
- 1998: Pocahontas 2 – Die Reise in eine neue Welt (Pocahontas II: Journey to a New World)
- 1998: Das große Krabbeln (A Bug’s Life)
- 2000: Ein Königreich für ein Lama (The Emperor’s New Groove)

## Computerspiele
- 1996: Leisure Suit Larry 7: Yacht nach Liebe!
- 1998: Baldur’s Gate
- 1998: King’s Quest 8: Maske der Ewigkeit
- 1999: Baldur’s Gate: Die Legenden der Schwertküste